# 36 бит
В компьютерной архитектуре — 36-разрядные целые числа, адреса памяти, или другие типы данных размером 36 битов. Тридцатишестиразрядные ЦПУ и АЛУ — архитектуры, основанные на регистрах и шинах данного размера. 

## История

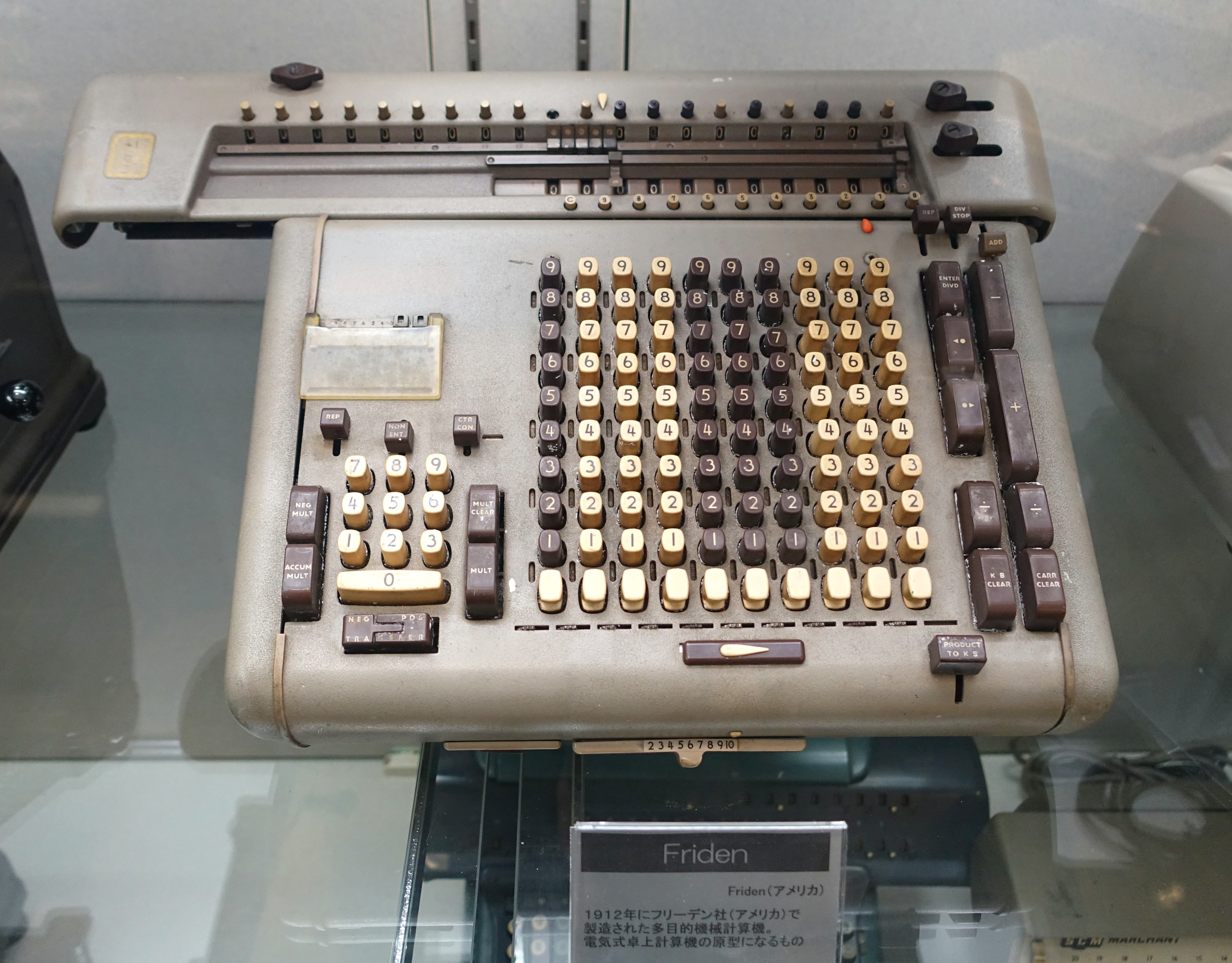
Механический калькулятор Friden, электронное компьютерное слово длиной 36 бит было выбрано отчасти, чтобы соответствовать его точности.

36-битные компьютеры были популярны в начале эры мейнфреймов с 1950-х до начала 1970-х. Начиная с 1960-х, но особенно с 1970-х, внедрение 7-битного ASCII привело к переходу на машины с использованием 8-битных слов, в частности IBM System/360. К середине 1970-х преобразование было в основном завершено, и микропроцессоры быстро перешли с 8-битного на 16-битный на 32-битный в течение последующего десятилетия. Количество 36-битных машин за этот период быстро сократилось, и в основном предлагалось для обеспечения обратной совместимости с устаревшими программами.